# Ничегошеньки
«Ничегошеньки» (англ. Bupkis) — американский комедийный телесериал. Премьера состоялась 4 мая 2023 года на Peacock. В июне сериал был продлён на второй сезон. Однако в марте 2024 года Дэвидсон объявил, что решил отказаться от его съёмок продолжения, назвав сериал «работой, которой гордится больше всего», однако подчеркнув, что «эта часть моей жизни закончена».

## Сюжет
Сюжет проекта описывается как «беллетризованная версия жизни Пита Дэвидсона».

## В ролях
- Пит Дэвидсон — в роли самого себя
- Эди Фалько — Эми Дэвидсон
- Джо Пеши — Джо Ларокка

## Производство
Первые упоминания о проекте появились в марте 2022 года. Над его созданием работали Пит Дэвидсон совместно с Джудой Миллером и Дэйвом Сайрусом. Дэвидсон также должен был сыграть главную роль. В апреле сервис Peacock заказал съёмки шоу. Позже было объявлено, что мать героя Дэвидсона исполнит Эди Фалько. В августе к актёрскому составу присоединился Джо Пеши в роли дедушки главного героя. Это будет первый телесериал актёра за 37 лет. Съёмки проекта стартовали в октябре 2022 года. Премьера состоялась в мае 2023 года.

## Отзывы критиков
Рейтинг сериала на сайте Rotten Tomatoes составляет 78 % со средней оценкой 6,1/10 на основе 51 обзора. Консенсус критиков сайта гласит: «Вторая попытка Пита Дэвидсона сыграть вымышленную версию самого себя может показаться слегка вторичной, однако потрясающий актёрский состав второго плана и некоторая глубина гарантируют, что этот сериал станет чем-то большим, чем просто „Пустячок“ (Bupkis)». Оценка проекта на сайте Metacritic составляет 67 баллов из 100 на основе 25 рецензий, что приравнивается к «преимущественно положительному» статусу.